# 活希兒
活希兒（英語：Fiona Braidwood，1982年10月22日—）香港女性模特兒，香港及澳洲混血兒，澳洲出生，1997年以少女模特兒身份加入香港娛樂圈，曾演出廣告及推出個人唱片，後來淡出娛樂圈。

## 音樂作品
活希兒於1999年推出唱片《Hello Kitty成為朋友》（主要由張美賢、許少榮填詞），唱片公司報稱銷量達到二萬五千張，惟傳媒表示實際銷量為一千張，且被指歌藝未如理想。其中一首歌曲《Hello Kitty成為朋友》遭到聽眾及專業人士的批評，學者及專欄作家沈旭暉表示，此歌曲以Hello Kitty娃娃為題材，惟歌詞中的「成日微笑」、「共聚伴隨和我一起跳高」、「共聚就能覓到開心法寶」均違反了Hello Kitty娃娃的形象特質，在創作方面欠缺基本常識及國際視野，更因此而觸怒聽眾。